# Atriplex tridentata
Atriplex tridentata là loài thực vật có hoa thuộc họ Dền. Loài này được Kuntze mô tả khoa học đầu tiên năm 1891.